# Laelia mixta
Laelia mixta é uma espécie do Espírito Santo que tem como habitat (já totalmente destruído) um pico de pedra que se localiza no centro do estado, em uma altitude de 1000 metros. Planta com pseudobulbos cilíndricos, afunilados para o ápice e com base arredondada e saliente, formando uma pequena bola. É pouco robusta. No ápice dos pseudobulbos aparecem folhas coriáceas e lanceoladas, parecendo uma pá, com 10 centímetros de comprimento. Hastes florais eretas com cinco a dez flores. A flor apresenta todos os seus segmentos de cor amarelo pálido e tem cerca de 3 centímetros de diâmetro. Vegeta em ambiente de muita luz e floresce entre setembro e outubro.